# Chevauchée
Una chevauchée (Pronunciació en francès: /ʃəvoʃi/, "cavalcada") era un mètode d'incursió propi de la guerra medieval per a afeblir l'enemic, principalment mitjançant l'incendi i el pillatge en el territori enemic per reduir la productivitat d'una regió, en oposició a la guerra de setge o guerres de conquesta. La chevauchée podía usar-se com una manera de forçar a l'enemic a lluitar, o com a mitjà de desacreditar el govern de l'enemic i separar els súbdits de la seva lleialtat. Això usualment causava una fugida massiva de refugiats a castells i ciutats fortificades, que quedarien al marge de la chevauchée. L'ús d'aquest tipus d'incursions va desaparèixer a la fi del segle xiv quan el centre d'atenció de les guerres es va desplaçar als setges.
A la península Ibèrica aquest tipus d'incursió s'anomenava normalment una cavalcada en castellà i cavalcada en català. Fer una cavalcada i talar un territori eren accions equivalents.
La razzia de guerrers ghazis és considerada habitualment com una forma de lluita semblant que serveix al mateix propòsit.

## Usos primerencs
La chevauchée va guanyar reconeixement pel seu ús durant la guerra dels Cent Anys entre el regne d'Anglaterra i el de França. No era una tàctica nova i s'havia usat abans moltes vegades; per exemple Guillem el Conqueridor havia usat aquesta tàctica abans de la batalla de Hastings per provocar que Harold plantés batalla. La diferència radica que durant la guerra dels Cent Anys es va usar amb més freqüència, a una escala major i més sistemàticament que anteriorment.
Els anglesos van usar la chevauchée en lloc d'utilitzar un exèrcit més ampli, i es va dur a terme particularment per grups petits de soldats a cavall, rarament més d'uns milers d'homes. Aquesta va ser l'estratègia anglesa característica durant els anys 1340 i 1350 després d'haver estat utilitzat abans per les forces d'Eduard III d'Anglaterra en la segona guerra d'independència escocesa.
En part a causa d'aquestes tàctiques, els francesos es van veure obligats a entaular batalla a Crécy.
La chevauchée no va ser usada en exclusiva pels anglesos; de vegades també la van emprar els francesos. La tàctica se centrava a minar l'autoritat del govern enemic i destrossar els seus recursos centrant-se a prendre ostatges i altres béns materials més que implicar-se en batalles militars a gran escala.
En la cultura beduïna medieval, ghazwa era una forma de guerra limitada que vorejava el bandolerisme que evitava confrontacions directes, i en lloc d'això posava l'èmfasi en les incursions i el saqueig. El poeta al-Kutami de l'època omeya va escriure uns versos freqüentment citats: "És la nostra tasca fer incursions contra l'enemic, contra el nostre veí i el nostre propi germà, si no trobem a ningú més per saquejar que al nostre germà." William Montgomery Watt formula la hipòtesi que Mahoma trobava útil per distreure d'aquesta contínua guerra interna cap als no musulmans fent d'això la base de la guerra santa islàmica. Com una forma de guerra, la razzia va ser llavors imitada pels estats cristians de la península Ibèrica en les seves relacions amb els regnes de taifas.
Una incursió a gran escala organitzada pel rei cristià en territori musulmà es deia un fonsado; Potser aquesta sigui la paraula més antiga usada per a tals incursions. Per contrast, la paraula cavalcada va ser introduïda més tard per denotar una incursió menor, el principal propòsit de la qual era el saqueig. La veu algara Es refereix o bé a una partida de saqueig, o potser a un saqueig a menor escala encara. Un cronista cristià del segle xii va escriure: "Cada dia amples cossos de cavallers abandonen els castells en el que anomenem algarades i ronden lluny i àmpliament saquejant tot el territori de Sevilla, Còrdova i Carmona, i calant-li foc a tot."
Un exemple ibèric del segle xiii d'una incursió anomenada cavalgada és l'operació llançada per ordre de Ferran III de Castella l'abril de 1231. Va sortir d'Andújar, i va avançar primer cap a Còrdova, deixant un rastre de destrucció al seu pas. Els saquejadors van atacar Palma del Riu, matant a molts dels seus habitants. Més tard van arribar fins a Sevilla, que van sobrepassar en el seu camí cap a Jerez i Vejer. Quan van ser interceptats per un exèrcit d'Ibn Hud prop del riu Guadalete, va tenir lloc la batalla de Jerez. Els saquejadors castellans van aconseguir vèncer a l'exèrcit moro i es van retirar amb el botí, no sense abans haver matat a tots els presoners. El saqueig i la batalla van ser descrites extensament en les cròniques d'Alfons X el Savi.

## Desenvolupament
Segons l'historiador Kelly DeVries, les tàctiques de chevauchée es van desenvolupar per convertir-se en una estratègia regular en la guerra dels Cent Anys després de la pesta negra, quan Eduard III d'Anglaterra ja no tenia tropes suficients per implicar-se en grans batalles regulars.
Tàctiques específiques van ser "una ràpida incursió de cavalleria a través del camp amb la intenció de saquejar pobles i ciutats sense fortificar, destruint collites i cases, reprenent el bestiar, i en general desordenant i terroritzant la societat rural. La major part de les tropes usades en una chevauchée durant la guerra dels Cent Anys van ser de cavalleria lleugera o hobelars. Els grups mercenaris coneguts com les "companyies lliures" van ser també destacades usant la chevauchée. Aquestes tàctiques havien estat usades amb èxit contra els anglesos pels escocesos en les guerres d'independència d'Escòcia, especialment en el saqueig del nord d'Anglaterra per James Douglas, Lord Douglas i Thomas Randolph, I comte de Moray.

## Usos destacats
Encara que sovint es va considerar que era una tàctica pròpia dels mercenaris, la chevauchée va ser també utilitzada de forma notòria per famosos capitans medievals.

### Cavalcada reial a laCrònica de Ramon Muntaner[19]
Si la cavalcada era reial tot el butí i tots els guanys pertanyien als participants. En una cavalcada ordinària només un percentatge estipulat es repartia entre els participants. La resta era propietat del rei.

### Guerra dels dos Peres
Durant la guerra dels dos Peres, un període de lluita gairebé constant entre 1356 i 1379 a Espanya, les forces del regne de Castella contínuament van destruir el gra, les oliveres i les vinyes del regne de València fins que no en quedava gens per collir. La paraula espanyola per a aquest tipus d'operació era cavalgada. Una cavalgada, no obstant això, no es referia estrictament a una operció per tropes de cavalleria; podia referir-se a una incursió per sorpresa duta a terme per la infanteria sola. Després de l'any 1340 havia acabat la primera fase de la Reconquesta, i durant més d'un segle, la guerra entre Granada i els seus veïns cristians va consistir en gran manera en cavalgadas i razzias.

### La guerra dels Cent Anys
Els exèrcits anglesos sovint van recórrer a la chevauchée durant la guerra dels Cent Anys amb França. Després de la caiguda de Calais en mans dels anglesos el 1347, Eduard III d'Anglaterra va dirigir incursions cap a l'interior de França, ja que notava la debilitat francesa. El príncep de Gal·les va portar la seva força montada fins a l'Artois, mentre Enric de Grosmont primer duc de Lancaster, va cremar Fauquembergues fins als seus fonaments.
Poc després, Eduard III va decidir liderar una gran cavalcada amb tot el seu exèrcit fins al cor de França des de Calais al començament de setembre. No obstant això, la data prevista va arribar i va passar, perquè encara que la moral dels soldats era alta, les seves forces estaven tan esgotades com les franceses. Es va acordar una treva entre anglesos i francesos en aquest mateix mes, la qual cosa va desagradar a part del seu exèrcit, desitjós d'obtenir botí.
El 1355-1356, Eduard, el príncep de Gal·les, va liderar una cavalcada des de Bordeus fins a la costa del Mediterrani francès, provocant una gran destrucció i un altre desafiament a la supremacia francesa. Es van erigir més defenses entorn de Tours per evitar que el príncep ataqués la ciutat.
Durant la dècada de 1370, els anglesos van llançar cavalcades liderades per Robert Knolles i Joan de Gant, primer duc de Lancaster, el tercer fill supervivent d'Eduard III, però es va aconseguir poc militarment.

#### Campanya del príncep de Gal·les el 1355
La chevauchée que Eduard de Woodstock, príncep de Gal·les, va dur a terme durant la tardor de 1355 va ser una de les més destructives de la història militar anglesa.
Va arrencar des de Bordeus, va viatjar cap al sud endinsant-se en terres controlades per Joan I d'Armanyac amb Tolosa com a aparent últim objectiu. Eduard va marxar amb una força anglo-gascona de cinc mil homes. Va devastar les terres del comtat d'Armanyac i també va saquejar el comtat de Foix abans de tornar cap a l'est, entrant en el Llenguadoc.
El comte d'Armanyac va reforçar les seves fortaleses en lloc d'implicar-se en una batalla amb Eduard. Els residents de Tolosa es van preparar per un setge quan van veure que Eduard s'apropava, però el príncep de Gal·les no estava equipat per sostenir un setge difícil i va sobrepassar la ciutat, creuant dos rius al sud que els francesos no consideraven que hi poguès passar una gran força i per aquest motiu els deixaven sense guarnició.
Eduard va continuar cap al sud, saquejant, cremant i causant el caos. Mentre les forces d'Armanyac romanien a Tolosa, Eduardo va tornar a creuar els dos rius sense gran molèstia. Només després que quedés clar que Eduard marxava, va assetjar als anglesos. Després d'aquesta campanya, Armanyac va ser renyat per Jaume I de La Marca, condestable de França i va perdre el favor de la gent de Tolosa per la seva covardia i falta de lideratge.
El resultat d'aquesta chevauchée del príncep de Gal·les va ser que la ciutat de Tolosa es va adonar que quedava gràcies als seus propis recursos per protegir-se i es van veure obligats a ser autosuficients des del punt de vista militar. Aquest procés es va repetir per tota França quan es produïen cavalcades. Tolosa es va convertir en una part essencial de la seguretat del país durant els següents dos segles. La chevauchée de 1355 va ser l'única vegada al llarg de la guerra dels Cent Anys que Tolosa va estar seriosament amenaçada.
A diferència de grans ciutats com Tolosa, els pobles de la França rural no estaven construïts ni organitzats per defensar-se. Aquestes petites localitats freturoses de fortificacions, eren un objectiu molt més atractiu per a una cavalcada. Per absència de grans muralles, els pobles escollien un edifici, sovint una església de pedra, en la qual defensar-se. Envoltaven l'església amb tanques i emmagatzemaven ballestes i pedres a dins. Fins i tot amb aquestes mesures, els camperols no tenien moltes oportunitats enfront dels guerrers professionals que duien a terme una chevauchée. Fins i tot si les mesures de defensa eren bones durant un temps, la resistència no podia ser mantinguda durant molt temps i rendir-se després d'una forta resistència era sovint més costós que rendir-se immediatament. Mentre que als nobles i els cavallers se'ls prenia com a ostatges per demanar rescat, als camperols el més probable era que no poguessin pagar un rescat pel qual valgués la pena que el saquejador el prengués com a ostatge, en lloc de simplement matar-lo. Per tant, no és sorprenent que les viles rurals presentessin la resistència que poguessin, encara que fos petita.

#### Campanya del príncep de Gal·les el 1356
A l'estiu de 1356, el príncep de Gal·les va emprendre una segona gran chevauchée. Aquesta també mancava d'un objectiu clar. Es calcula que Eduard tenia a les seves ordres uns set mil homes. La chevauchée va començar el 4 d'agost de 1356, contra la ciutat de Bourges. Es diferencia de l'anterior en el fet que, a més de saquejar i incendiar, es van emprendre accions militars contra objectius allunyats del cos principal de la força. Eduard va cremar els suburbis de Bourges, però no va capturar la ciutat. No obstant això, va prendre una ciutat menor com era Audley.
Diverses forces menors de cavallers francesos van ser derrotades i Eduard es va detenir per assetjar i capturar la petita ciutat de Romorantin, on diversos líders francesos estaven refugiats. En aquell moment, l'exèrcit de Joan II de França ja estava en la seva persecució.
Eduard va marxar cap a l'oest, seguint el riu Loira a Tours, incendiant els suburbis abans de marxar cap al sud. En aquell moment l'exèrcit francès només estava a uns cinquanta quilòmetres i tenia avantatge numèricament. Els francesos van seguir més ràpidament que el que marxaven els anglesos. Pel 18 de setembre de 1356, Eduard va entrar en Poitiers. L'endemà, fora de la ciutat, va tenir lloc la batalla de Poitiers, que va resultar ser una gran victòria anglesa amb la captura del rei Joan II, que finalment moriria en captivitat després que el seu gran rescat, dues vegades els ingressos anuals de França, quedés sense pagar.

#### La campanya de Joan de Gant el 1373
L'agosto de 1373, Joan de Gant, acompanyat per Joan de Montfort, duc de Bretaña, va liderar una força de nou mil homes sortint des de Calais per a emprendre una gran chevauchée. Encara que inicialment va tenir èxit, perquè les forces franceses concentrades per a oposar-se'ls eren insuficients, els anglesos van començar a trobar més resistència quan es van desplaçar cap al sud. Les forces franceses van començar a concentrar-se al voltant de la força anglesa però, amb ordres específiques del rei Carles V, els francesos van evitar entaular batalla. En lloc d'això, van caure sobre forces aïllades del cos principal per a incursionar o saquejar. Els francesos van seguir als anglesos i, a l'octubre, els anglesos es van trobar atrapats contra el riu Allier per quatre forces franceses separades. Amb certa dificultat, els anglesos van creuar pel pont de Moulins, però van perdre tot el seu botí. Els anglesos van seguir endavant cap al sud creuant l'altiplà del Llemosí, però el temps s'anava tornant advers. Homes i cavalls van morir en gran quantitat i molts soldats, obligats a marxar a peu, es van desfer de la seva armadura. A començaments de desembre, l'exèrcit finalment va entrar en territori aliat a Gascunya. Cap a la fi de desembre estaven a Bordeus, afamats, mal equipats i havent perdut més de la meitat dels 30.000 cavalls amb els que havien deixat Calais. Encara que la marxa creuant França va ser una gesta notable, va ser un fracàs militar.

#### Campanya del comte de Buckingham el 1380
El juliol de 1380 Tomás de Woodstock, comte de Buckingham, va comandar una expedició a França per ajudar a l'aliat d'Anglaterra, el duc de Bretanya. Els francesos van rebutjar entaular batalla davant les muralles de Troyes el 25 d'agost, de manera que les forces de Buckingham van seguir la seva cavalcada i al novembre van assetjar Nantes. No obstant això, l'esperat suport del duc de Bretanya no va aparèixer i, davant les intenses pèrdues tant d'homes com de cavalls es va veure obligat a abandonar el setge el gener de 1381. El febrer de 1381 Bretanya, reconciliada amb el règim del nou rei francès, Carles VI, va pagar 50.000 francs a Buckingham perquè abandonés el lloc i la campanya.

#### Alseglexv
Les campanyes franceses d'Enric V d'Anglaterra van proporcionar noves oportunitats per a l'ús de la chevauchée per part dels exèrcits anglesos. Un exemple particularment reeixit el març de 1416 va portar a la batalla de Valmont. Cap a la dècada de 1420, moltes ciutats importants franceses estaven sota control anglès, incloent-hi Caen, Falaise, Cherbourg i Rouen. Això va fer que fos menys necessari recórrer a cavalcades per conquerir França. Després de la mort d'Enric V, la situació va millorar per als francesos. Sir John Fastolf, un experimentat comandant anglès, va proposar en un memoràndum de 1435 tornar a la tàctica agressiva de chevauchée. Les seves recomanacions, no obstant això, no van ser assumides.

## En la cultura popular
Un joc de taula de guerra en miniatura anomenat Chevauchée, dissenyat per simular l'acció associada amb aquest terme, va ser publicat per la companyia de desenvolupament de jocs Skirmisher Publishing LLC.